# Червонец (Российская империя)
Червонец — монета Российской империи, отчеканенная из золота.

## Предыстория
Червонцы были в Русском царстве во времена правления Петра I — в дальнейшем первого императора Российской империи. Изначально данные монеты чеканились из коробчатого золота 969 пробы, их диаметр составляет от 23,3 до 23,6 мм, а вес равен 3,47 г, чистого золота 3,36 г. Были выпущены в Кадашевском монетном дворе. Гурт является гладким.
На аверсе червонца 1701 года изображён правый профильный портрет Петра I. На голове располагается лавровый венок без ленты. Бюст задрапирован плащом, который скреплён на плече застёжкой. Круговая надпись: «црь петръ алеkѯiевичъ». На реверсе изображён герб Русского царства начала XVIII века — двуглавый орёл, увенчанный тремя коронами. В правой лапе он сжимает скипетр, в левой держит державу. На груди орла расположен щит с гербом Москвы. Внизу, под чертой, указана дата славянскими буквами: «҂аѱа». Круговая надпись: «всеа рωссіи самодержецъ».

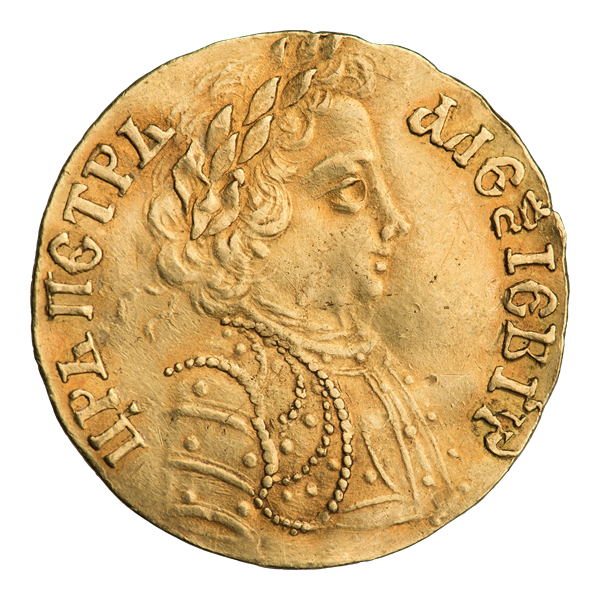
Аверс червонца 1703 года (Биткин #6/R3)
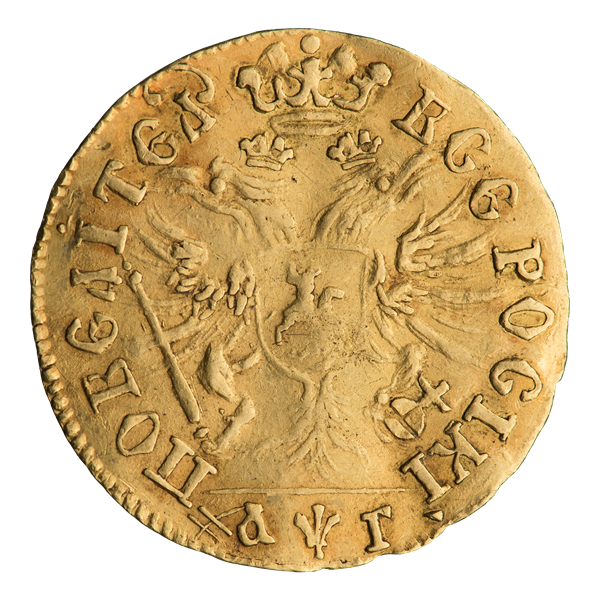
Реверс
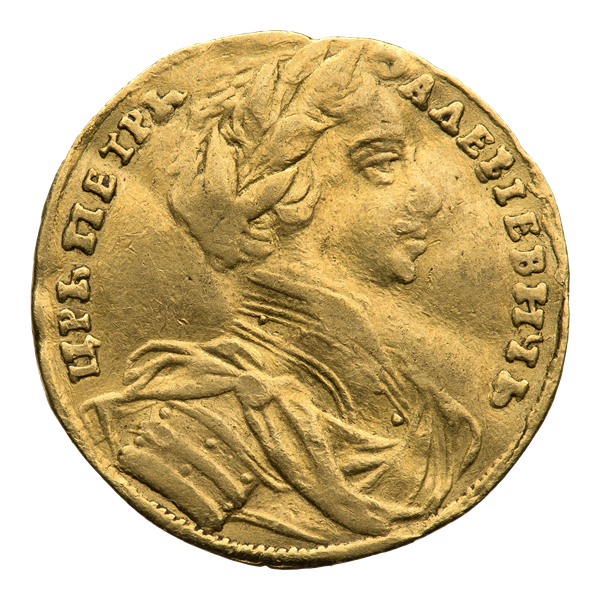
Аверс червонца 1711 года с особым гербом (Биткин #16/R3)
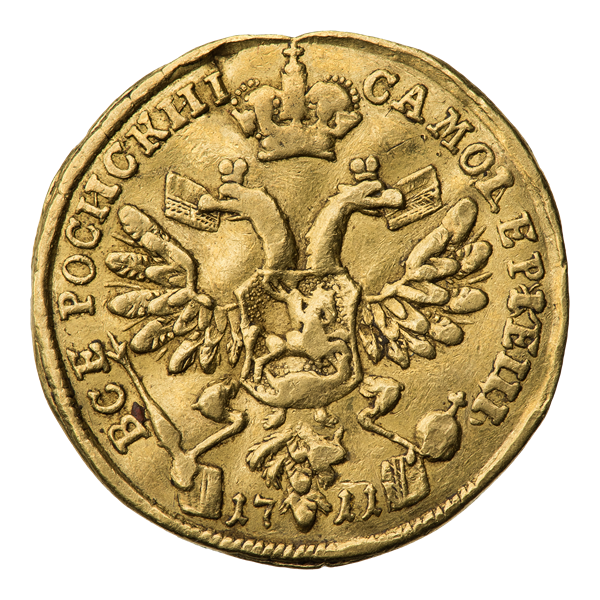
Реверс
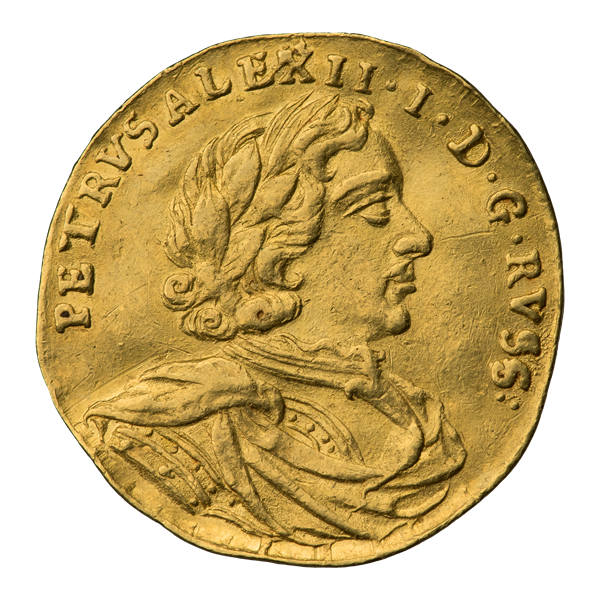
Аверс червонца 1716 года (Биткин #55/R2)
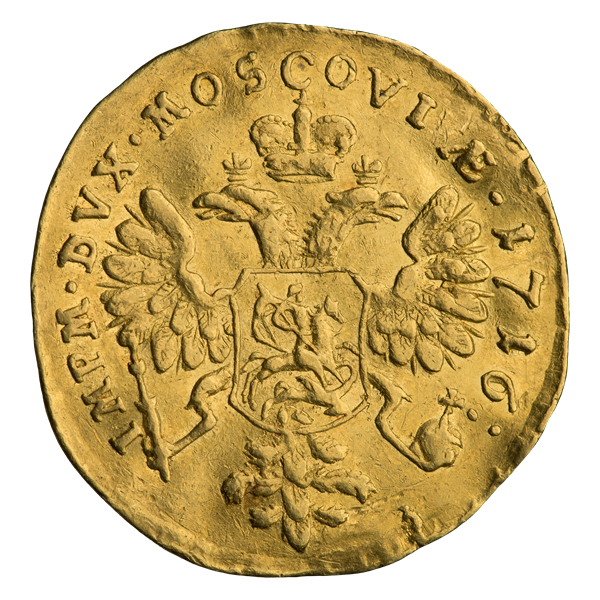
Реверс

## Описание монет

### Пётр II
Во времена правления Петра II червонцы чеканились из золота 981 пробы, их диаметр составляет 22,3 мм, а вес равен 3,47 г, чистого золота 3,36 г. Были выпущены в Красном монетном дворе в количестве 17 000 экземпляров. Гурт является гладким.
На аверсе червонца изображён правый профильный портрет Петра I в латах с наплечниками и плаще. Над наплечниками располагаются четыре фестона, на голове лавровый венок, который перехвачен сзади бантом. Над головой воспроизведена звезда. Круговая надпись: «ПЕТРЬ: II∗IМПЕРАТОРЬ». На реверсе изображён герб Российской империи начала XVIII века — двуглавый орёл под тремя коронами. На груди орла расположен щит с гербом Москвы. В правой лапе он сжимает скипетр, в левой держит державу. В гербе короны на головах орла воспроизведены без крестов. Круговая надпись: «IСАМОДЕРЖ: ВСЕРОСІИСКІИ 1729».
У червонца Петра II существуют разновидности.
| Разновидности червонца Петра II | Разновидности червонца Петра II | Разновидности червонца Петра II              | Разновидности червонца Петра II | Разновидности червонца Петра II | Разновидности червонца Петра II |
| Год                             | Номер по каталогу Биткина       | Ориентировочная редкость по каталогу Биткина | Разновидность                   | Описание разновидности          | Тираж                           |
| ------------------------------- | ------------------------------- | -------------------------------------------- | ------------------------------- | ------------------------------- | ------------------------------- |
| 1729                            | #1                              | R2                                           | 1А                              | Фестона                         | 17 000                          |
| 1729                            | #2                              | R2                                           | 1Б                              | Фестона, короны с крестами      | 17 000                          |
| 1729                            | #3                              | R2                                           | 2В                              | Фестона                         | 17 000                          |
| 1729                            | #4                              | R2                                           | 3Г                              | Фестона                         | 17 000                          |
| 1729                            | #5                              | R2                                           | 3Д                              | Фестона                         | 17 000                          |
| 1729                            | #6                              | R2                                           | 4А                              | Фестонов                        | 17 000                          |
| 1729                            | #7                              | R2                                           | 4Е                              | Фестонов                        | 17 000                          |

### Анна Иоанновна
Во времена правления Анны Иоанновны червонцы чеканились из золота 968 пробы, их диаметр составляет от 20,4 до 21,0 мм, а вес равен 3,47 г, чистого золота 3,36 г. Были выпущены в Красном монетном дворе в количестве 8764 экземпляров. Гурт является гладким.
На аверсе червонца изображён правый профильный портрет Анны Иоанновны в платье и мантии, на голове которой располагается малая императорская корона. Через правое плечо надета Андреевская лента. Бюст является узким. Круговая надпись: «Б∙М∙АННА∙IМПЕРАТРИЦА∙». На реверсе изображён герб Российской империи середины XVIII века — двуглавый орёл под тремя коронами. На груди орла расположен щит с гербом Москвы, окружённый цепью ордена святого Андрея Первозванного. В правой лапе он сжимает скипетр, в левой держит державу. Корона больше. Круговая надпись: «IСАМОДЕРЖ∙ВСЕРОСІИСКАЯ∙1730».
Помимо 1730 года, данная монета чеканилась в других годах. Также у червонца Анны Иоанновны существуют разновидности и новоделы — монеты, чеканка которых была произведена по прототипу настоящей монеты подлинными или изготовленными штемпелями на монетном дворе, как правило, позже настоящих монет.
| Разновидности червонца Анны Иоанновны | Разновидности червонца Анны Иоанновны | Разновидности червонца Анны Иоанновны        | Разновидности червонца Анны Иоанновны | Разновидности червонца Анны Иоанновны | Разновидности червонца Анны Иоанновны |
| Год                                   | Номер по каталогу Биткина             | Ориентировочная редкость по каталогу Биткина | Разновидность                         | Описание разновидности                | Тираж                                 |
| ------------------------------------- | ------------------------------------- | -------------------------------------------- | ------------------------------------- | ------------------------------------- | ------------------------------------- |
| 1730                                  | #1                                    | R3                                           | 1А                                    | Портрет шире, корона меньше           | 8764                                  |
| 1730                                  | #2                                    | R3                                           | 1Б                                    | Портрет шире, корона больше           | 8764                                  |
| 1730                                  | #3                                    | R3                                           | 2Б                                    | Портрет уже, корона больше            | 8764                                  |
| 1738                                  | #4                                    | R3                                           | 1                                     | Голова меньше                         | 4002                                  |
| 1738                                  | #5                                    | R3                                           | 2                                     | Голова больше                         | 4002                                  |
| 1738                                  | #H6                                   | R2                                           | —                                     | —                                     | —                                     |
| 1738                                  | #H7                                   | R2                                           | —                                     | —                                     | —                                     |
| 1738                                  | #H8                                   | R4 PIED-FORT                                 | —                                     | —                                     | —                                     |
| 1739                                  | #9                                    | R2                                           | —                                     | —                                     | 65 953                                |

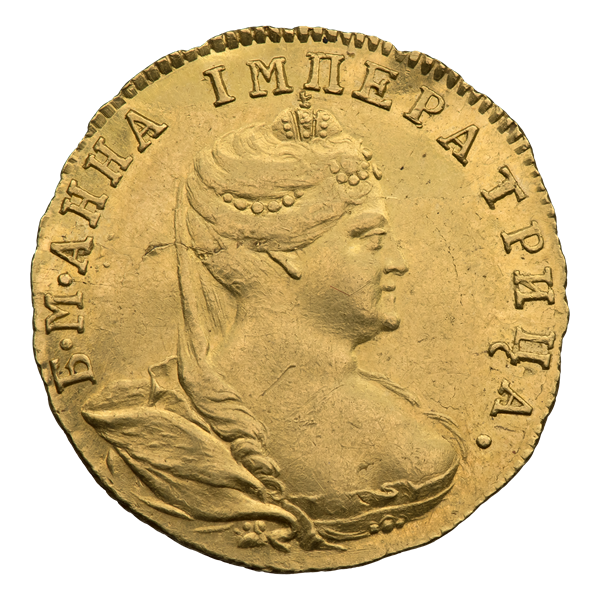
Аверс новодела червонца 1738 года (Биткин #H7/R2)
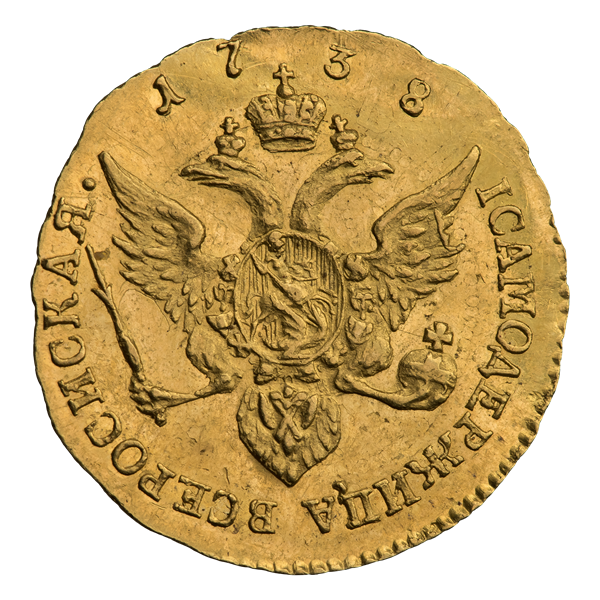
Реверс

### Елизавета Петровна
Во времена правления Елизаветы Петровны червонцы чеканились из золота 968 пробы, их диаметр составляет от 22,1 до 22,4 мм, а вес равен 3,47 г, чистого золота 3,36 г. Были выпущены в Красном монетном дворе в количестве 16 600 экземпляров. Гурт является гладким.
На аверсе червонца изображён правый профильный портрет Елизаветы Петровны в императорской мантии, на голове которой располагается императорская корона. Бюст воспроизведён в расшитом и украшенном драгоценными камнями платье. Через правое плечо надета Андреевская лента. Круговая надпись: «Б∙М∙ЕЛИСАВЕТЪ∙I∙IМПЕРАТРИЦА∙». На реверсе изображён герб Российской империи середины XVIII века — двуглавый орёл, увенчанный тремя императорскими коронами. На груди орла расположен большой овальный щит с гербом Москвы. В правой лапе он сжимает скипетр, в левой держит державу. Корона больше. Вокруг щита расположена цепь ордена святого Андрея Первозванного. Круговая надпись: «IСАМОДЕРЖИЦА ∙ ВСЕРОСИСКАЯ ∙ 1747 ∙».
Характеристики червонца Елизаветы Петровны с последующими годами менялись: с 1749 года проба золота 986, диаметр составляет 21 мм, а вес равен 3,47 г, чистого золота 3,42 г. Были выпущены в количестве 6042 экземпляров. С 1755 года проба золота 968, диаметр составляет от 20 до 23 мм, а вес равен 3,47 г, чистого золота 3,36 г.
Помимо 1747 года, данная монета чеканилась в других годах. Также у червонца Елизаветы Петровны существуют разновидности и новоделы.
| Разновидности червонца Елизаветы Петровны | Разновидности червонца Елизаветы Петровны | Разновидности червонца Елизаветы Петровны    | Разновидности червонца Елизаветы Петровны | Разновидности червонца Елизаветы Петровны | Разновидности червонца Елизаветы Петровны |
| Год                                       | Номер по каталогу Биткина                 | Ориентировочная редкость по каталогу Биткина | Разновидность                             | Описание разновидности                    | Тираж                                     |
| ----------------------------------------- | ----------------------------------------- | -------------------------------------------- | ----------------------------------------- | ----------------------------------------- | ----------------------------------------- |
| 1742                                      | #1                                        | R2                                           | —                                         | —                                         | 4721                                      |
| 1743                                      | #2                                        | R4                                           | —                                         | —                                         | 2823                                      |
| 1744                                      | #3                                        | R2                                           | —                                         | —                                         | 14 667                                    |
| 1746                                      | #4                                        | R4                                           | —                                         | —                                         | 489                                       |
| 1747                                      | #5                                        | R3                                           | —                                         | —                                         | 16 600                                    |
| 1748                                      | #6                                        | R1                                           | —                                         | —                                         | 17 000                                    |
| 1749                                      | #23                                       | R2                                           | АВГ. 1                                    | —                                         | 6042                                      |
| 1751                                      | #24                                       | R2                                           | МАР. 13                                   | —                                         | —                                         |
| 1751                                      | #25                                       | R2                                           | АПРЕЛ                                     | —                                         | —                                         |
| 1752                                      | #26                                       | R2                                           | НОЯБ. 3                                   | —                                         | —                                         |
| 1753                                      | #27                                       | R2                                           | ФЕВР. 5                                   | —                                         | —                                         |
| 1755                                      | #H28                                      | R2                                           | —                                         | —                                         | —                                         |
| 1755                                      | #H29                                      | R3                                           | —                                         | —                                         | —                                         |
| 1755                                      | #H30                                      | R4 PIED-FORT                                 | —                                         | —                                         | —                                         |
| 1755                                      | #H89                                      | R3                                           | —                                         | —                                         | —                                         |
| 1755                                      | #H90                                      | R4 PIED-FORT                                 | —                                         | —                                         | —                                         |
| 1755                                      | #H91                                      | R4                                           | —                                         | —                                         | —                                         |
| 1755                                      | #H92                                      | R4                                           | —                                         | —                                         | —                                         |
| 1757                                      | #93                                       | R1                                           | —                                         | —                                         | —                                         |

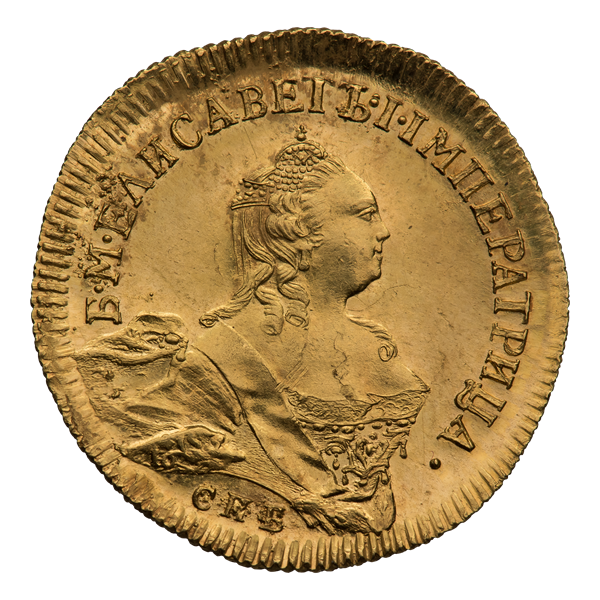
Аверс новодела червонца 1755 года (Биткин #H89/R3)
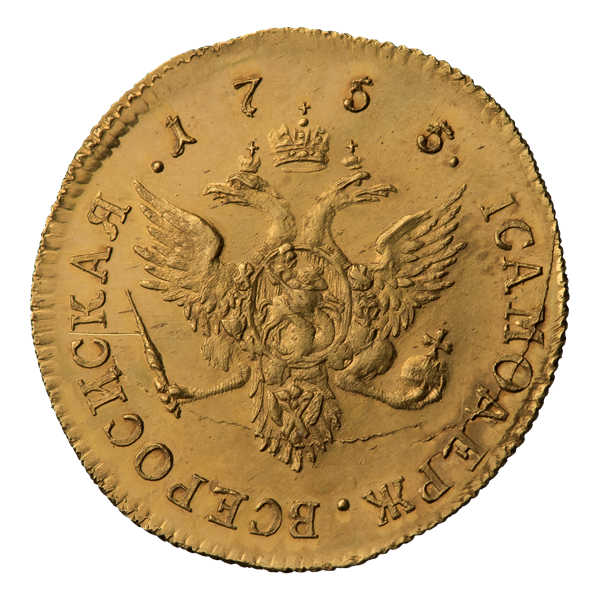
Реверс

### Пётр III
Во времена правления Петра III червонцы чеканились из золота 978 пробы, их диаметр составляет 20,2 мм, а вес равен 3,47 г, чистого золота 3,39 г. Были выпущены в Санкт-Петербургском монетном дворе в количестве 10 042 экземпляров. Гурт является шнуровидный — наклон насечки вправо.
На аверсе червонца изображён правый профильный портрет Петра III. На голове располагается парик с косой, который перевязан лентой. Бюст воспроизведён в кирасе с орлом на груди в императорской мантии. Через правое плечо надета Андреевская лента. Круговая надпись: «ПЕТРЪ∙III∙Б∙М∙IМПЕРАТОРЪ∙». Под бюстом обозначен монетный двор: «СПБ». На реверсе изображён герб Российской империи середины XVIII века — двуглавый орёл под тремя коронами. На груди орла расположен щит с гербом Москвы, окружённый цепью ордена святого Андрея Первозванного. В правой лапе он сжимает скипетр, в левой держит державу. Круговая надпись: «∙IСАМОДЕРЖ∙ВСЕРОСИСКІИ∙1762».
У червонца Петра III существуют разновидности и новоделы.
| Разновидности червонца Петра III | Разновидности червонца Петра III | Разновидности червонца Петра III             | Разновидности червонца Петра III | Разновидности червонца Петра III | Разновидности червонца Петра III |
| Год                              | Номер по каталогу Биткина        | Ориентировочная редкость по каталогу Биткина | Разновидность                    | Описание разновидности           | Тираж                            |
| -------------------------------- | -------------------------------- | -------------------------------------------- | -------------------------------- | -------------------------------- | -------------------------------- |
| 1762                             | #4                               | R2                                           | —                                | —                                | 10 042                           |
| 1762                             | #5                               | R2                                           | —                                | —                                | 10 042                           |
| 1762                             | #H6                              | R3                                           | —                                | —                                | —                                |
| 1762                             | #H7                              | R3                                           | —                                | —                                | —                                |
| 1762                             | #H8                              | R4                                           | —                                | —                                | —                                |

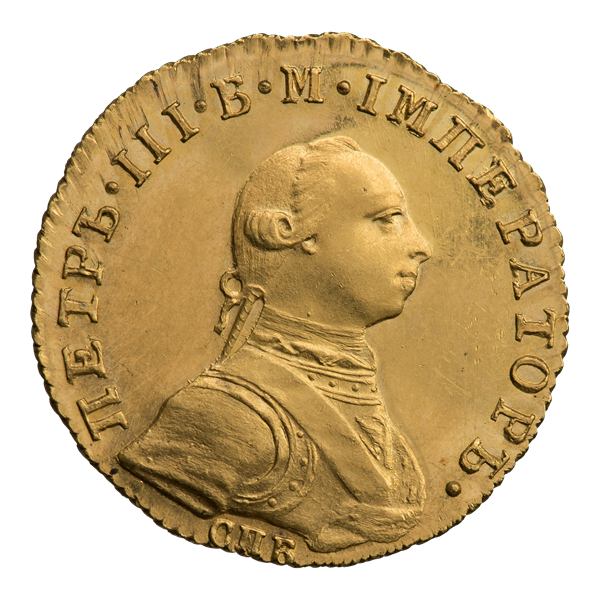
Аверс новодела червонца 1762 года (Биткин #H6/R3)
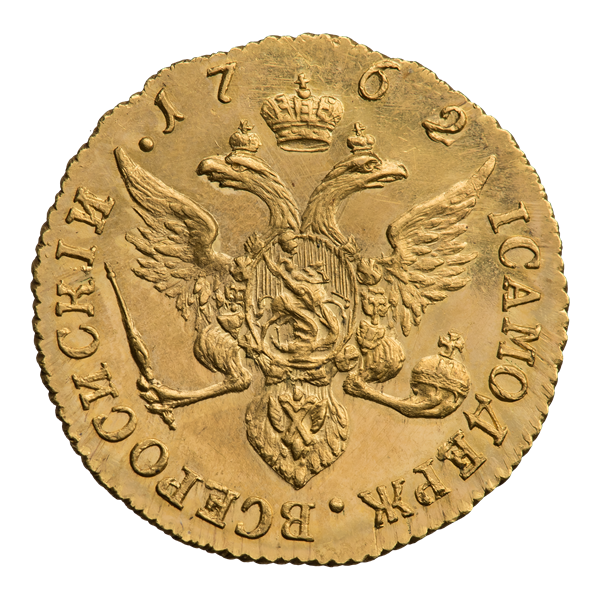
Реверс

### Екатерина II
Во времена правления Екатерины II червонцы чеканились из золота 978 пробы, их диаметр составляет от 22,1 до 22,3 мм, а вес равен 3,47 г, чистого золота 3,39 г. Были выпущены в Санкт-Петербургском монетном дворе в количестве 50 000 экземпляров. Гурт является шнуровидный — наклон насечки вправо.
На аверсе червонца изображён правый профильный портрет Екатерины II в богато украшенном платье и мантии. Через правое плечо надета Андреевская лента. На голове располагается малая императорская корона, волосы украшены жемчугом и драгоценными камнями, на правом плече два локона. Круговая надпись: «Б∙М∙ЕКАТЕРИНА∙II∙IMПЕРАТРИЦА». Под бюстом обозначен монетный двор: «СПБ». На реверсе изображён герб Российской империи середины XVIII века — двуглавый орёл под тремя коронами. На груди орла расположен щит с гербом Москвы, окружённый цепью ордена святого Андрея Первозванного. В правой лапе он сжимает скипетр, в левой держит державу. Круговая надпись: «∙IСАМОДЕРЖ∙ВСЕРОСИСКАЯ∙1763».
У червонца Екатерины II существуют разновидности и новоделы.
| Разновидности червонца Екатерины II | Разновидности червонца Екатерины II | Разновидности червонца Екатерины II          | Разновидности червонца Екатерины II | Разновидности червонца Екатерины II | Разновидности червонца Екатерины II |
| Год                                 | Номер по каталогу Биткина           | Ориентировочная редкость по каталогу Биткина | Разновидность                       | Описание разновидности              | Тираж                               |
| ----------------------------------- | ----------------------------------- | -------------------------------------------- | ----------------------------------- | ----------------------------------- | ----------------------------------- |
| 1763                                | #103                                | R1                                           | —                                   | —                                   | 50 000                              |
| 1766                                | #104                                | R1                                           | —                                   | —                                   | 28 334                              |
| 1766                                | #H105                               | R3                                           | —                                   | —                                   | —                                   |
| 1766                                | #H106                               | R3 PIED-FORT                                 | —                                   | —                                   | —                                   |
| 1766                                | #H107                               | R4                                           | —                                   | —                                   | —                                   |
| 1796                                | #108                                | R                                            | —                                   | —                                   | 39 981                              |
| 1796                                | #109                                | R1                                           | —                                   | —                                   | 39 981                              |
| 1796                                | #110                                | R3                                           | —                                   | —                                   | —                                   |
| 1796                                | #111                                | R3 PIED-FORT                                 | —                                   | —                                   | —                                   |

### Павел I
Во времена правления Павла I червонцы чеканились из золота 986 пробы, их диаметр составляет от 21 до 21,8 мм, а вес равен 3,49 г, чистого золота 3,44 г. Были выпущены в Санкт-Петербургском монетном дворе в количестве 2 500 экземпляров. Гурт является шнуровидный — наклон насечки вправо.
На аверсе червонца изображён герб Российской империи конца XVIII века — двуглавый орёл под тремя коронами. На груди орла расположен щит с гербом Москвы, окружённый цепью ордена святого Андрея Первозванного. В правой лапе он сжимает скипетр, в левой держит державу. Сверху указана дата: «1796∙ ГОДА∙». Внизу обозначен монетный двор: «БМ». На реверсе в четырёхугольном картуше изображена надпись в четыре строки: «НЕ НАМЪ НЕ НАМЪ А ИМЯНИ ТВОЕМУ».
Характеристики червонца Павла I с последующими годами менялись: с 1797 года диаметр составляет от 22,3 до 23 мм.
Детали червонца Павла I также менялись: на аверсе червонца 1797 года изображена монограмма императора в виде четырёх букв «П», которые увенчаны коронами. В центре указана римская цифра «I», сверху обозначена дата: «1797 ГОДА». На реверсе в четырёхугольном картуше изображена надпись в четыре строки: «НЕ НАМЪ, НЕ НАМЪ, А ИМЯНИ ТВОЕМУ». В левом нижнем углу обозначен монетный двор: «С∙М». В правом углу указаны инициалы минцмейстера: «Г∙Л» — Г. Львов.
У червонца Павла I существуют разновидности и новоделы.
| Разновидности червонца Павла I | Разновидности червонца Павла I | Разновидности червонца Павла I               | Разновидности червонца Павла I | Разновидности червонца Павла I | Разновидности червонца Павла I |
| Год                            | Номер по каталогу Биткина      | Ориентировочная редкость по каталогу Биткина | Разновидность                  | Описание разновидности         | Тираж                          |
| ------------------------------ | ------------------------------ | -------------------------------------------- | ------------------------------ | ------------------------------ | ------------------------------ |
| 1796                           | #10                            | R2                                           | —                              | —                              | 2500                           |
| 1796                           | #H11                           | R2                                           | —                              | —                              | —                              |
| 1796                           | #H12                           | R4 PIED-FORT                                 | —                              | —                              | —                              |
| 1797                           | #13                            | R1                                           | —                              | —                              | —                              |

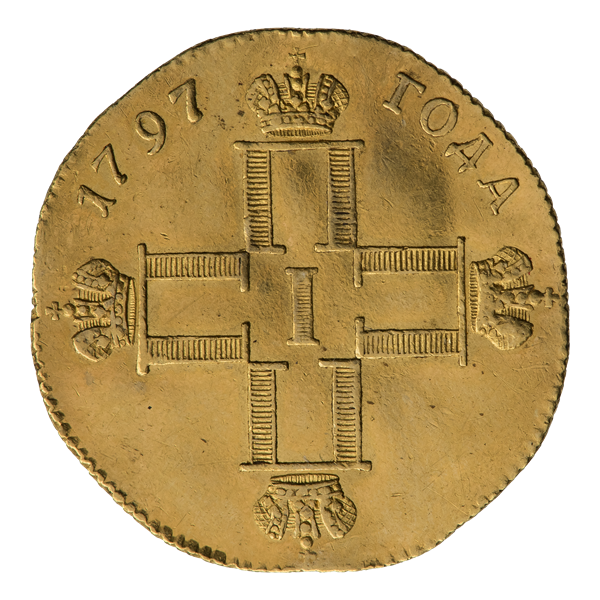
Аверс червонца 1797 года (Биткин #H13/R1)
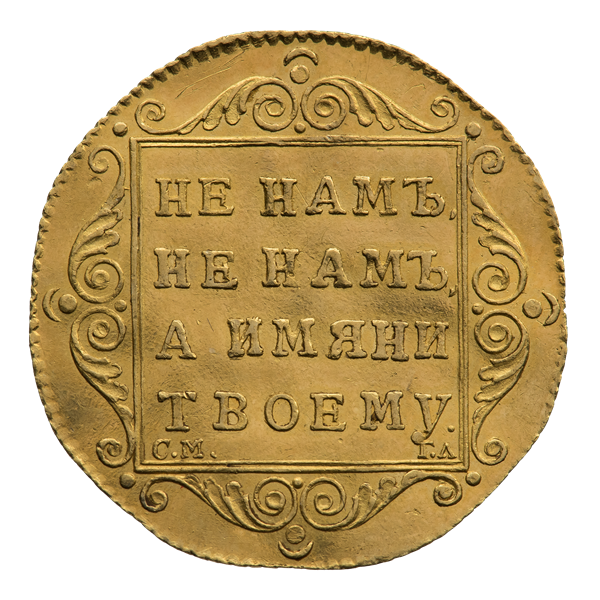
Реверс